# Tennis Masters Cup 2004 - Singolare
Il singolare del Tennis Masters Cup 2004 è stato un torneo di tennis facente parte dell'ATP Tour.
Roger Federer era il detentore del titolo e ha battuto in finale 6–3, 6–2, Lleyton Hewitt.

## Teste di serie
1. Roger Federer (campione)
2. Andy Roddick (semifinali)
3. Lleyton Hewitt (finale)
4. Marat Safin (semifinali)

1. Carlos Moyá (round robin)
2. Guillermo Coria (round robin)
3. Tim Henman (round robin)
4. Gastón Gaudio (round robin)

## Tabellone

### Legenda
| - Q = Qualificato - WC = Wild card - LL = Lucky loser | - ALT = Alternate - SE = Special Exempt - PR = Protected Ranking | - w/o = Walkover - r = Ritirato - d = Squalificato |

### Finale
|  | Semifinale | Semifinale     | Semifinale     | Semifinale | Semifinale |  |  | Finale | Finale         | Finale         | Finale | Finale |  |
|  |            |                |                |            |            |  |  |        |                |                |        |        |  |
|  | 1          | Roger Federer  | Roger Federer  | 6          | 7          |  |  |        |                |                |        |        |  |
|  | 4          | Marat Safin    | Marat Safin    | 3          | 618        |  |  | 1      | Roger Federer  | Roger Federer  | 6      | 6      |  |
|  | 3          | Lleyton Hewitt | Lleyton Hewitt | 6          | 6          |  |  | 3      | Lleyton Hewitt | Lleyton Hewitt | 3      | 2      |  |
|  | 2          | Andy Roddick   | Andy Roddick   | 3          | 2          |  |  |        |                |                |        |        |  |

### Gruppo rosso
|   |                | Federer       | Hewitt           | Moyá             | Gaudio      | RR V–P | Set V–P | Game V–P | Posizione |
| 1 | Roger Federer  |               | 6–3, 6–4         | 6–3, 3–6, 6–3    | 6–1, 7–6(4) | 3–0    | 6–1     | 40–26    | 1         |
| 3 | Lleyton Hewitt | 3–6, 4–6      |                  | 6(5)–7, 6–2, 6–4 | 6–2, 6–1    | 2–1    | 4–3     | 37–28    | 2         |
| 5 | Carlos Moyá    | 3–6, 6–3, 3–6 | 7–6(5), 2–6, 4–6 |                  | 6–3, 6–4    | 1–2    | 4–4     | 37–40    | 3         |
| 8 | Gastón Gaudio  | 1–6, 6(4)–7   | 2–6, 1–6         | 3–6, 4–6         |             | 0–3    | 0–6     | 17–37    | 4         |

La classifica viene stilata in base ai seguenti criteri: 1) Numero di vittorie; 2) Numero di partite giocate; 3) Scontri diretti (in caso di due giocatori pari merito ); 4) Percentuale di set vinti o di games vinti (in caso di tre giocatori pari merito ); 5) Decisione della commissione.

### Gruppo blu
|   |                 | Roddick        | Safin          | Coria       | Henman      | RR V–P | Set V–P | Game V–P | Posizione |
| 2 | Andy Roddick    |                | 7–6(7), 7–6(4) | 7–6(4), 6–3 | 7–5, 7–6(6) | 3–0    | 6–0     | 41–32    | 1         |
| 4 | Marat Safin     | 6(7)–7, 6(4)–7 |                | 6–1, 6–4    | 6–2, 7–6(2) | 2–1    | 4–2     | 37–27    | 2         |
| 6 | Guillermo Coria | 6(4)–7, 3–6    | 1–6, 4–6       |             | 2–6, 2–6    | 0–3    | 0–6     | 18–37    | 4         |
| 7 | Tim Henman      | 5–7, 6(6)–7    | 2–6, 6(2)–7    | 6–2, 6–2    |             | 1–2    | 2–4     | 31–31    | 3         |

La classifica viene stilata in base ai seguenti criteri: 1) Numero di vittorie; 2) Numero di partite giocate; 3) Scontri diretti (in caso di due giocatori pari merito ); 4) Percentuale di set vinti o di games vinti (in caso di tre giocatori pari merito ); 5) Decisione della commissione.